# Coppa dei Campioni 1960-1961 (pallavolo femminile)
La Coppa dei Campioni di pallavolo femminile 1960-1961 è stata la 1ª edizione del massimo torneo pallavolistico europeo per squadre di club; iniziata con la fase ad eliminazione diretta a partire da gennaio 1961, si è conclusa con le finali di Varsavia, in Polonia e Mosca, in Russia, il 9 giugno 1961. Alla competizione hanno partecipato 14 squadre e la vittoria finale è andata per la prima volta allo Ženskij volejbol'nyj klub Dinamo Moskva.

## Squadre partecipanti
| - Partizan - Dinamo Bucarest - Tihad Casablanca - Espinho - Fenerbahçe - SC Rotation - Dinamo Mosca | - Minjor Pernik - Slavia Praga - Stade Français - AZS Varsavia - Slovan-Olympia |

## Sesti di finale

### Squadre qualificate
- Partizan
- Dinamo Bucarest
- SC Rotation
- Minjor Pernik
- Stade Français
- AZS Varsavia

## Quarti di finale

### Squadre qualificate
- Dinamo Bucarest
- Dinamo Mosca
- Slavia Praga
- AZS Varsavia

## Semifinali

### Squadre qualificate
- Dinamo Mosca
- AZS Varsavia